# Бемус Појнт (Њујорк)
Бемус Појнт (енгл. Bemus Point) град је у америчкој савезној држави Њујорк.

## Демографија
По попису из 2010. године број становника је 364, што је 24 (7,1%) становника више него 2000. године.
| Група             | 2000.       | 2010.       |
| Белци             | 330 (97,1%) | 351 (96,4%) |
| Афроамериканци    | 0 (0,0%)    | 0 (0,0%)    |
| Азијати           | 2 (0,6%)    | 8 (2,2%)    |
| Хиспаноамериканци | 3 (0,9%)    | 1 (0,3%)    |
| Укупно            | 340         | 364         |